# Afrykańska Partia Niepodległości Gwinei i Wysp Zielonego Przylądka
Afrykańska Partia Niepodległości Gwinei i Wysp Zielonego Przylądka (port. Partido Africano da Independência da Guiné e Cabo Verde) – gwinejska partia polityczna, pierwotnie stanowiła ruch narodowowyzwoleńczy w Gwinei Portugalskiej i na Wyspach Zielonego Przylądka. Rządziła Gwineą Bissau w latach 1974–1998, 2004–2012 i 2014–2020.

## Historia
Partia założona została w 1956 roku. Pośród założycieli znaleźli się Amílcar Cabral, Luís Cabral i Aristides Pereira. Ugrupowanie od początku przyjęło lewicowy charakter. Celem partii było wyzwolenie Gwinei Portugalskiej i Wysp Zielonego Przylądka spod rządów portugalskich a następne zjednoczenie obu kolonii w jedno państwo.

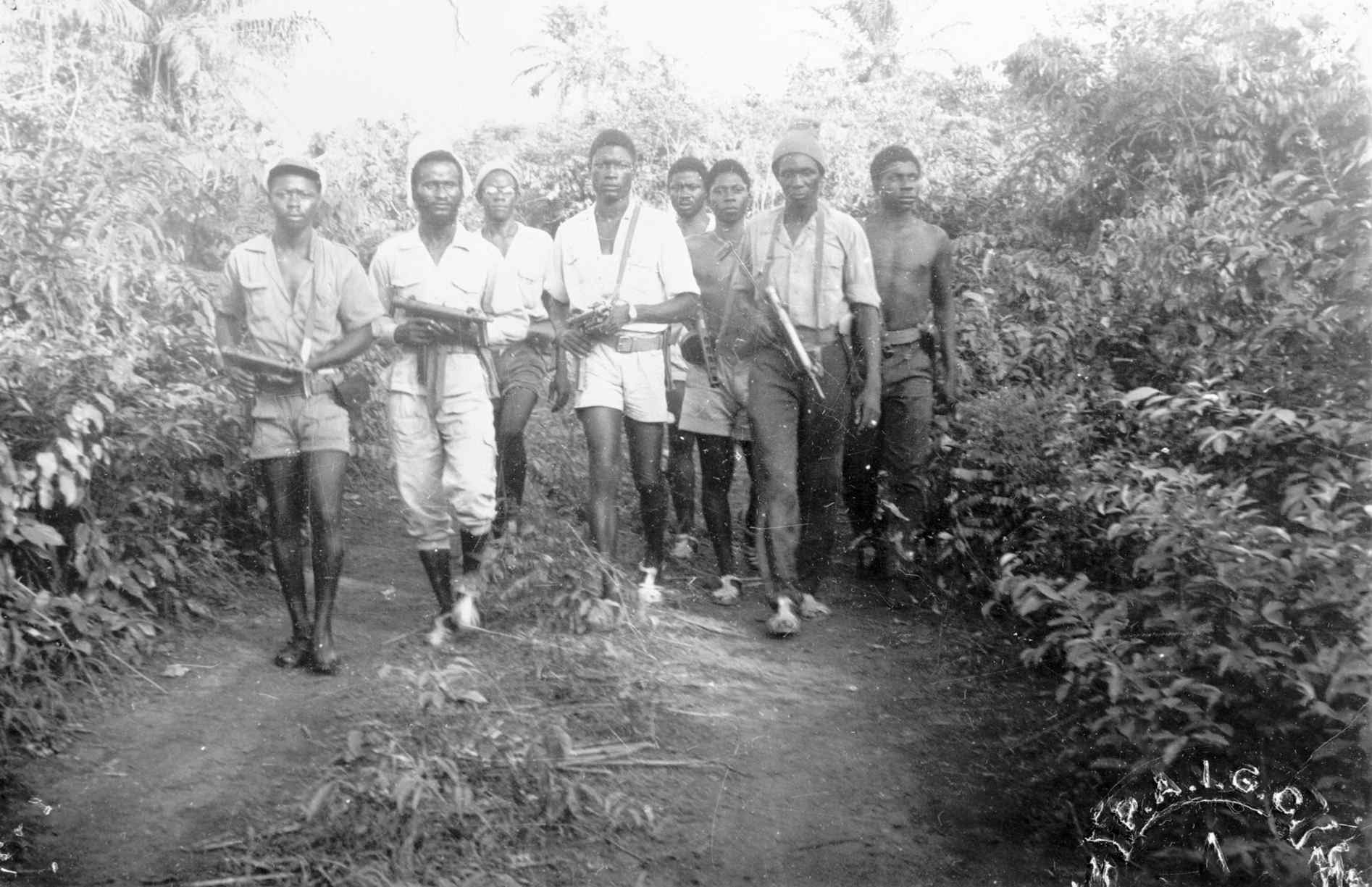
Partyzanci z PAIGC uzbrojeni w pistolety maszynowe Sa vz. 48

Początkowo PAIGC próbowała rozmów z władzami kolonialnymi, po tym, gdy dialog okazał się bezowocny, partia rozpoczęła przygotowania do powstania. W 1960 roku PAIGC przeniosło swoje struktury do Konakry w niepodległej już Gwinei. Tam działacze przeszli przeszkolenie ideologiczno-militarne. Pierwsze grupy PAIGC uderzyły na wojska kolonialne w 1962 roku. Rok później wybuchła otwarta wojna pomiędzy PAIGC a Portugalią. W 1965 roku ruch niepodległościowy utworzył własną armię – Rewolucyjne Siły Zbrojne Ludu. PAIGC w trakcie konfliktu otrzymała różnorakie wsparcie Gwinei, Senegalu, Algierii, Libii, ZSRR, Chin, Kuby (która wysłała doradców wojskowych) czy krajów skandynawskich.
W styczniu 1973 roku w zamachu zginął Amílcar Cabral, za zabójstwem prawdopodobnie stali Portugalczycy. Wpływy po polityku przejął Luís Cabral, a formalnym przywódcą PAIGC został Pereira. 24 września 1973 powstańcy jednostronnie ogłosili niepodległość Gwinei Bissau. Niepodległość Gwinei Bissau uznało 34 państw. Zakończenie walk umożliwiła portugalska rewolucja goździków, do której doszło w kwietniu 1974 roku. W jej wyniku metropolia jeszcze we wrześniu zgodziła się uznać niepodległość Gwinei Bissau. W niepodległej republice monopartyjną władzę objęła PAIGC, a prezydentem został Cabral. W 1975 roku Portugalia nadała niepodległość Wyspom Zielonego Przylądka, gdzie rządy analogicznie objęła PAIGC. Państwa prowadziły politykę współpracy i zapowiadały zjednoczenie. Sytuacja zmieniła się w 1980 roku, gdy w Gwinei-Bissau odbył się zamach stanu, w którym Cabral został obalony. Na skutek puczu wyspiarska sekcja PAIGC zerwała relacje z Gwineą Bissau, kończąc tym samym zjednoczeniowe plany partii. Kabowerdyjska sekcja PAIGC przeistoczyła się w niezależną Afrykańską Partię Niepodległości Zielonego Przylądka (PAIVC).
W 1991 roku PAIGC zrezygnował z monopartyjnych rządów i wprowadził system wielopartyjny. Pierwsze wolne wybory z 1994 roku okazały się sukcesem partii. W 1998 roku partia utraciła władzę w wyniku wojny domowej i ponownie odzyskała ją w 2004 roku.